# Erick Barrondo
Erick Bernabé Barrondo, född 14 juni 1991 i San Cristóbal Verapaz, Alta Verapaz, är en guatemalansk friidrottare.
Barrondo blev olympisk silvermedaljör på 20 kilometer gång vid sommarspelen 2012 i London och tog därmed Guatemalas första olympiska medalj någonsin.